# Psephenus usingeri
Psephenus usingeri là một loài bọ cánh cứng trong họ Psephenidae. Loài này được Hinton miêu tả khoa học đầu tiên năm 1934.